# Julien Fivaz
Julien Fivaz (* 9. Januar 1979 in La Chaux-de-Fonds) ist ein ehemaliger Schweizer Leichtathlet, spezialisiert auf die Disziplin Weitsprung. Er hielt den Schweizer Rekord im Weitsprung mit 8,27 m, gesprungen am 2. August 2003 in Ebensee, bis dieser am 7. Mai 2022 von Simon Ehammer mit 8,30 m übertroffen wurde. 
Fivaz konnte sich für die Leichtathletik-Weltmeisterschaften 2003 sowie für die Olympischen Sommerspiele 2008 in Peking qualifizieren, blieb dort aber jeweils deutlich unter seinem Leistungsvermögen. Er holte aber Medaillen an den CISM Military World Games und an den Jeux de la Francophonie und ist mehrfacher Schweizer Meister im Freien und in der Halle.

## Erfolge
- 2003: Schweizer Meister
- 2005: Schweizer Meister
- 2006: Schweizer Meister
- 2007: Schweizer Meister; Schweizer Hallenmeister; 2. Rang CISM Military World Games
- 2008: Schweizer Meister: Schweizer Hallenmeister; Teilnahme Olympische Sommerspiele
- 2009: Schweizer Meister; Schweizer Hallenmeister; 3. Rang Jeux de la Francophonie
- 2010: Schweizer Hallenmeister
- 2011: Schweizer Meister; Schweizer Hallenmeister

## Persönliche Bestleistungen
- Weitsprung: 8,27 m, 2. August 2003, Ebensee (bis 7. Mai 2022 Schweizer Rekord)
- 100-Meter-Lauf: 10,48 s (+1,6 m/s) 12. Juli 2003, Bulle

| Personendaten    | Personendaten          |
| ---------------- | ---------------------- |
| NAME             | Fivaz, Julien          |
| KURZBESCHREIBUNG | Schweizer Leichtathlet |
| GEBURTSDATUM     | 9. Januar 1979         |
| GEBURTSORT       | La Chaux-de-Fonds      |